# Universal Pictures Home Entertainment
Universal Pictures Home Entertainment (anteriormente Universal Studios Home Entertainment, Universal Studios Home Video, MCA/Universal Home Video, MCA Home Video, MCA Videodisc Inc. y MCA Videocassette Inc.) es la división de distribución de vídeo doméstico del estudio de cine americano Universal Pictures, propiedad de la división Universal Filmed Entertainment Group de NBCUniversal, que es propiedad de Comcast.

## Historia
La compañía fue fundada en 1980 como MCA Videocassette, Inc. con el estreno de películas en Beta y VHS, incluyendo Jaws, Jaws 2, y 1941. Antes de 1980, Castle Films (conocida como Universal 8 después de 1977) había servido como unidad de distribución de películas caseras de Universal. A finales de 1983, tanto el sello hermano de Laserdisc, MCA Videodisc, como el sello VHS/Beta, MCA Videocassette, se consolidaron en una sola entidad, MCA Home Video, alternando con el nombre de MCA Videocassette hasta diciembre de 1983. En 1990, con el 75.º aniversario de Universal Studios, se convirtió en MCA/Universal Home Video, alternando con el nombre de MCA Home Video desde 1990 hasta 1997. Más tarde, la compañía pasó por varios nombres, incluyendo Universal Studios Home Video (1997-2005), y Universal Studios Home Entertainment (2005-2016).
En 1980, lanzaron dos películas tridimensionales de los años 50, Creature from the Black Lagoon y It Came from Outer Space, en formato anaglífico en Beta y VHS.
En 1999, Universal adquirió el catálogo de PolyGram (incluyendo Manga Films, Filmax, Lolafilms y Sogepaq) y estrenó sus títulos en VHS y DVD, hasta que Lolafilms fue adquirida en 2001 por Warner Home Video. En 2004, cuando Sogepaq terminó su contrato con Universal, Fox empezó a distribuir lanzamientos de Sogepaq. En 2000, ampliaron su catálogo con Vértigo Films (procedente de Laurenfilms y Disney) hasta que se fue con DeAPlaneta en 2002 y en 2001, Alta Films (procedente de Filmax, Disney y Tripictures) hasta irse en 2003 a crear Cameo Media. En 2001, Lolafilms se va a Warner Home Video y en 2004, Sogepaq se va a 20th Century Fox Home Entertainment.En 2007, Manga Films se fue a Warner Home Video.
Esta compañía era la distribuidora de video para los títulos de DreamWorks hasta que DreamWorks fue vendida a la compañía matriz de Paramount Pictures, Viacom, en 2006, momento en el cual Paramount se hizo cargo de la distribución. Después de que Viacom se separó de DreamWorks en 2008, Universal Studios Home Entertainment tenía previsto reanudar la distribución de las películas de DreamWorks, pero este acuerdo no prosperó. La compañía también fue la distribuidora de videos para los lanzamientos de Summit Entertainment hasta que fueron comprados por Lionsgate. Hasta que formaron su división de video casero, sus lanzamientos fueron distribuidos por UPHE con la excepción de Dogma, que fue distribuido por Sony Pictures Home Entertainment. De 2001 a 2007 y de 2008 a 2011, Lionsgate fue distribuida en EE.UU por Universal en VHS, DVD y Blu-ray.
Además de los DVD, Universal fue uno de los principales partidarios del formato HD DVD hasta que Toshiba dejó de ofrecerlo. Desde el 22 de julio de 2008, UPHE lanzó Blu-rays y fue el último gran estudio de cine de Hollywood en hacerlo. Los tres primeros discos Blu-ray que salieron a la venta en Estados Unidos fueron The Mummy, su secuela, The Mummy Returns, y The Scorpion King. Desde el 9 de agosto de 2016, UPHE comenzó a lanzar los Blu-rays Ultra HD.
En 2007, inició un trato con Zeta Cinema para distribuir algunos de los títulos de está última en DVD y HD DVD hasta 2008 y Planeta reeditó en 2011 estos títulos en DVD y Blu-ray y VOD.
En agosto de 2010, Paramount Pictures adquirió en España el catálogo de Universal para sacar sus títulos y próximos estrenos a DVD y Disco Blu-ray (excepto en Video on demand) y en junio de 2016, Sony Pictures Home Entertainment adquirió el catálogo de Paramount (incluyendo Universal) para lanzar su catálogo y próximos títulos a DVD, Blu-ray y Ultra HD Blu-ray (excepto en VOD) hasta que Paramount se va a Divisa Ediciones en 2020. Recientemente adquirieron Entertainment One de 20th Century Fox Home Entertainment para editar su catálogo y futuros títulos a DVD, Blu-ray, 4k UHD y VOD (septiembre de 2019).
En los EE. UU., UPHE es el distribuidor de vídeo doméstico para Global Road Entertainment (antes conocido como Open Road Films, hasta Show Dogs), Funimation (Sony Pictures Home Entertainment se hará cargo después de que expire el contrato, ya que Sony Pictures Television compró el 95% de Funimation), STX Entertainment (distribuciones digitales hasta The Space Between Us, STX se encarga de la distribución digital de sus películas empezando por The Foreigner; distribución de video casero con la excepción de sus primeras tres películas con EuropaCorp, que son manejadas por Lionsgate debido a su trato con la primera), Bleecker Street, HIT Entertainment, Broad Green Pictures, Aviron Pictures, Pure Flix Entertainment, Picturehouse, DreamWorks Pictures (bibliotecas anteriores a 2011 y 2011-2016 actualmente manejadas por Paramount y Disney), GKIDS (con la excepción de algunas películas, que son distribuidas por Shout! Factory), Crunchyroll (vía Funimation; Sony Pictures Home Entertainment o Warner Home Video tomarán el relevo a medida que WarnerMedia adquiera Otter Media), Blumhouse Tilt, DreamWorks Classics (vía DreamWorks Animation), Big Idea Entertainment, Neon, y Amazon Studios (comenzando por Brad's Status). UPHE también podría hacerse cargo de la distribución de videos caseros en Estados Unidos para los lanzamientos de MGM Home Entertainment si su acuerdo expira con 20th Century Fox Home Entertainment en junio de 2020. El 10 de octubre de 2018, se confirmó que UPHE se convertiría en el nuevo distribuidor de vídeo doméstico de MGM, comenzando con el lanzamiento en Blu-ray de Operation Finale el 4 de diciembre de 2018.
A partir del 5 de junio de 2018, Universal relanzó toda la biblioteca de películas de DreamWorks Animation después de que finalizara su acuerdo con 20th Century Fox.
Las operaciones internacionales de UPHE son una empresa conjunta con Sony Pictures Home Entertainment, un traspaso de los días de PolyGram. Pero la mayoría de las veces, tanto UPHE como SPHE operan una empresa conjunta en Australia, Nueva Zelanda y Escandinavia llamada Universal Sony Pictures Home Entertainment. El emprendimiento distribuye títulos UPHE y SPHE en medios domésticos en esos países y también otorga licencias para series de anime y películas de la biblioteca de anime de NBCUniversal Entertainment Japan, la división japonesa de la compañía hermana de UPHE, Universal Pictures International Entertainment, anteriormente conocida como Pioneer LDC de 1981 a 2003, Geneon Entertainment de 2003 a 2009 y Geneon Universal Entertainment de 2009 a finales de 2013, el año en que cambiaron a su nombre actual. El nombre de la empresa conjunta es Universal Sony Pictures Home Entertainment Australia. Antes de eso, sin embargo, NBCUniversal Entertainment Japan tenía una división de marketing y distribución en Norteamérica llamada Geneon USA, que, al igual que UPHE, también distribuía vídeos domésticos. En ese momento, NBCUEJ era conocido como Geneon Entertainment. Geneon Entertainment USA cerró sus puertas a finales de 2007, aunque UPHE sigue distribuyendo videos caseros en todo el mundo.
En octubre de 2014, Universal estableció una sede mundial para su división de vídeo doméstico en Los Ángeles.
A principios de 2015, Paramount Home Media Distribution firmó un acuerdo de distribución con Universal, en virtud del cual esta última distribuirá los títulos de la primera en el extranjero, en particular en los territorios en los que Paramount ocupa un cargo. La operación comenzó el 1 de julio de 2015 en el Reino Unido. Universal continuará distribuyendo los DVD y Blu-rays de Paramount fuera de los Estados Unidos y Canadá hasta 2020 por el trato con Warner Bros.
En abril de 2021, se formó una joint-venture para España con Sony Pictures Home Entertainment llamada Arvi Licensing, SL que licencia a Universal y Sony en DVD, Blu-ray y 4K Ultra HD, después de que Paramount se fuera a Divisa Ediciones.
En enero de 2022, Arvi Licensing (joint-venture entre SPHE y UPHE) añadió a su catálogo a DeAPlaneta para lanzar su catálogo y próximos títulos en DVD y Blu-ray. Y a mediados de 2022, Arvi Licensing añadió a su catálogo Karma Films, Vértice 360 y A contracorriente Films para lanzar su catálogo en DVD, Blu-ray y 4K UHD hasta que A Contracorriente Films se fue a Sony Pictures el 1 de julio de 2024, mientras que Universal mantiene los derechos de Karma Films y Vértice 360

## Catálogo
| Título                                                | Año estreno |
| ----------------------------------------------------- | ----------- |
| Darkman II: The Return of Durant                      | 1995        |
| Freddie the Frog (Freddie o F.R.0.7.)                 | 1995        |
| Tremors 2: Aftershocks                                | 1996        |
| Darkman III: Die Darkman Die                          | 1996        |
| Bean                                                  | 1997        |
| K-911                                                 | 1999        |
| Dragonheart: A New Beginning                          | 2000        |
| Beethoven 3.º                                         | 2000        |
| The Life & Adventures of Santa Claus                  | 2000        |
| Joseph: King of Dreams                                | 2000        |
| Tremors 3: Back to Perfection                         | 2001        |
| Beethoven 4.º                                         | 2001        |
| Slap Shot 2: Breaking the Ice                         | 2001        |
| The Skulls II                                         | 2001        |
| On the Edge                                           | 2001        |
| Barbie in The Nutcracker                              | 2001        |
| K-9: P.I.                                             | 2001        |
| Charlotte's Web 2: Wilbur's Great Adventure           | 2002        |
| Paper Soldiers                                        | 2002        |
| The Unsaid                                            | 2002        |
| Tempo                                                 | 2002        |
| The Hitcher II: I've Been Waiting                     | 2002        |
| Timecop 2: The Berlin Decision                        | 2002        |
| Barbie Rapunzel                                       | 2002        |
| Long Time Dead                                        | 2002        |
| Beethoven 5.º                                         | 2002        |
| Tremors 4: The Legend Begins                          | 2003        |
| Bring It On Again                                     | 2003        |
| The Skulls III                                        | 2003        |
| Barbie of Swan Lake                                   | 2003        |
| My Little Eye                                         | 2003        |
| The Chronicles of Riddick: Dark Fury                  | 2003        |
| Barbie as the Princess and the Pauper                 | 2004        |
| Bad Girls from Valley High                            | 2005        |
| Carlito's Way: Rise to Power                          | 2005        |
| Barbie: Fairytopia                                    | 2005        |
| American Pie Presents: Band Camp                      | 2005        |
| Barbie and the Magic of Pegasus                       | 2005        |
| Bring It On: All or Nothing                           | 2006        |
| Barbie Fairytopia: Mermaidia                          | 2006        |
| PollyWorld                                            | 2006        |
| Barbie's Diary                                        | 2006        |
| Barbie in the 12 Dancing Princesses                   | 2006        |
| American Pie Presents: The Naked Mile                 | 2006        |
| Las vacaciones de Mr. Bean                            | 2007        |
| Barbie Fairytopia: Magic of the Rainbow               | 2007        |
| Whisper                                               | 2007        |
| Bring It On: In It to Win It                          | 2007        |
| Barbie as the Island Princess                         | 2007        |
| American Pie Presents: Beta House                     | 2007        |
| White Noise: The Light                                | 2008        |
| Barbie Mariposa                                       | 2008        |
| The Scorpion King 2: Rise of a Warrior                | 2008        |
| Barbie & the Diamond Castle                           | 2008        |
| Slap Shot 3: The Junior League                        | 2008        |
| Beethoven's Big Break                                 | 2008        |
| Barbie in a Christmas Carol                           | 2008        |
| Barbie Thumbelina                                     | 2009        |
| Bring It On: Fight to the Finish                      | 2009        |
| Barbie and the Three Musketeers                       | 2009        |
| Bionicle: The Legend Reborn                           | 2009        |
| Wild Child                                            | 2009        |
| American Pie Presents: The Book of Love               | 2009        |
| Smokin' Aces 2: Assassins' Ball                       | 2010        |
| Lego: The Adventures of Clutch Powers                 | 2010        |
| Barbie in A Mermaid Tale                              | 2010        |
| Barbie: A Fashion Fairytale                           | 2010        |
| Death Race 2                                          | 2011        |
| The Little Engine That Could                          | 2011        |
| Blue Crush 2                                          | 2011        |
| Honey 2                                               | 2011        |
| Barbie: Princess Charm School                         | 2011        |
| Quest for Zhu                                         | 2011        |
| Barbie: A Perfect Christmas                           | 2011        |
| Beethoven's Christmas Adventure                       | 2011        |
| Barbie: A Fairy Secret                                | 2011        |
| Barbie in A Mermaid Tale 2                            | 2012        |
| Columbus Circle                                       | 2012        |
| Twinkle Toes                                          | 2012        |
| Barbie: The Princess and the Popstar                  | 2012        |
| Rosewood Lane                                         | 2012        |
| Barbie & Her Sisters in A Pony Tale                   | 2013        |
| Barbie Mariposa and the Fairy Princess                | 2013        |
| Barbie in the Pink Shoes                              | 2013        |
| Barbie: The Pearl Princess                            | 2014        |
| Thomas & Friends: Tale of the Brave                   | 2014        |
| Barbie and the Secret Door                            | 2014        |
| Thomas & Friends: The Adventure Begins                | 2015        |
| Barbie and Her Sisters in The Great Puppy Adventure   | 2015        |
| Thomas & Friends: Sodor's Legend of the Lost Treasure | 2015        |
| Barbie in Rock 'n Royals                              | 2015        |
| Barbie in Princess Power                              | 2015        |

### American Girl
| Año estreno | Título                                               |
| ----------- | ---------------------------------------------------- |
| 2012        | An American Girl: McKenna Shoots for the Stars       |
| 2013        | An American Girl: Saige Paints the Sky               |
| 2014        | An American Girl: Isabelle Dances Into the Spotlight |
| 2015        | An American Girl: Grace Stirs Up Success             |
| 2016        | An American Girl: Lea to the Rescue                  |

### R.L. Stine
| Año estreno | Título                                       |
| ----------- | -------------------------------------------- |
| 2007        | The Haunting Hour: Don't Think About It      |
| 2008        | Mostly Ghostly                               |
| 2014        | Mostly Ghostly: Have You Met My Ghoulfriend? |
| 2015        | R.L. Stine's Monsterville: Cabinet of Souls  |
| 2016        | Mostly Ghostly: One Night in Doom House      |

### Universal 1440 Entertainment
| Año estreno | Título                                         |
| ----------- | ---------------------------------------------- |
| 2012        | The Scorpion King 3: Battle for Redemption     |
| 2012        | Werewolf: The Beast Among Us                   |
| 2013        | Death Race 3: Inferno                          |
| 2013        | Curse of Chucky                                |
| 2013        | Dead in Tombstone                              |
| 2014        | The Little Rascals Save the Day                |
| 2014        | Jarhead 2: Field of Fire                       |
| 2014        | Cat Run 2                                      |
| 2014        | Beethoven's Treasure Tail                      |
| 2015        | The Scorpion King 4: Quest for Power           |
| 2015        | Dragonheart 3: The Sorcerer's Curse            |
| 2015        | The Man with the Iron Fists 2                  |
| 2015        | Curious George 3: Back to the Jungle           |
| 2015        | Tremors 5: Bloodlines                          |
| 2016        | The Land Before Time: Journey of the Brave     |
| 2016        | Kindergarten Cop 2                             |
| 2016        | Jarhead 3: The Siege                           |
| 2016        | Hard Target 2                                  |
| 2016        | Honey 3: Dare to Dance                         |
| 2017        | Death Race 2050                                |
| 2017        | Bigger Fatter Liar                             |
| 2017        | Dragonheart: Battle for the Heartfire          |
| 2017        | Cop and a Half: New Recruit                    |
| 2017        | Bring It On: Worldwide Cheersmack              |
| 2017        | Dead Again in Tombstone                        |
| 2017        | Cult of Chucky                                 |
| 2017        | Mariah Carey's All I Want for Christmas is You |
| 2018        | Death Race: Beyond Anarchy                     |
| 2018        | Woody Woodpecker                               |
| 2018        | Aliens Ate My Homework                         |
| 2018        | Honey: Rise Up and Dance                       |
| 2018        | Tremors: A Cold Day in Hell                    |
| 2018        | Unbroken: Path to Redemption                   |
| 2018        | Scorpion King: Book of Souls                   |
| 2019        | Undercover Brother 2                           |
| 2019        | Grand-Daddy Day Care                           |
| 2019        | Doom: Annihilation                             |
| 2019        | How High 2                                     |
| 2019        | Inside Man: Most Wanted                        |
| 2019        | Backdraft 2                                    |
| 2020        | Dragonheart: Vengeance                         |
| 2020        | Aliens Stole My Body                           |
| 2020        | Wish Upon a Unicorn                            |
| 2020        | American Pie Presents: Girls' Rules            |
| 2020        | Tales from the Hood 3                          |
| 2020        | Welcome to Sudden Death                        |
| 2020        | Bobbleheads: The Movie                         |

### Universal Animation Studios
| Año estreno | Título                                                               |
| ----------- | -------------------------------------------------------------------- |
| 1994        | The Land Before Time II: The Great Valley Adventure                  |
| 1995        | The Land Before Time III: The Time of the Great Giving               |
| 1996        | The Land Before Time IV: Journey Through the Mists                   |
| 1997        | The Land Before Time V: The Mysterious Island                        |
| 1998        | Hercules and Xena – The Animated Movie: The Battle for Mount Olympus |
| 1998        | The Land Before Time VI: The Secret of Saurus Rock                   |
| 1999        | Alvin and the Chipmunks Meet Frankenstein                            |
| 2000        | An American Tail: The Treasure of Manhattan Island                   |
| 2000        | An American Tail: The Mystery of the Night Monster                   |
| 2000        | Alvin and the Chipmunks Meet the Wolfman                             |
| 2000        | The Land Before Time VII: The Stone of Cold Fire                     |
| 2001        | The Land Before Time VIII: The Big Freeze                            |
| 2001        | Balto II: Wolf Quest                                                 |
| 2001        | The Land Before Time IX: Journey to Big Water                        |
| 2003        | The Land Before Time X: The Great Longneck Migration                 |
| 2004        | Van Helsing: The London Assignment                                   |
| 2004        | Balto III: Wings of Change                                           |
| 2004        | The Land Before Time XI: Invasion of the Tinysauruses                |
| 2005        | The Adventures of Brer Rabbit                                        |
| 2007        | The Land Before Time XII: The Great Day of the Flyers                |
| 2007        | The Land Before Time XIII: The Wisdom of Friends                     |
| 2010        | Curious George 2: Follow That Monkey!                                |
| 2015        | Curious George 3: Back to the Jungle                                 |
| 2016        | The Land Before Time: Journey of the Brave                           |
| 2017        | Woody Woodpecker                                                     |

### Universal Cinema Classics
- All Quiet on the Western Front (1930)
- Arabian Nights (1942)
- Easy Living (1937)
- Going My Way (1944)
- The Heiress (1949)
- The Major and the Minor (1942)
- Midnight (1939)
- No Man of Her Own (1932)
- Scarface (1932)
- She Done Him Wrong (1933)
- So Proudly We Hail! (1943)
- Unconquered (1947)

### Universal Legacy Series
- The Deer Hunter (1978)
- Double Indemnity (1944)
- Dracula (1931)
- Frankenstein (1931)
- Imitation of Life (1934, 1959)
- The Mummy (1932)
- Psycho (1960)
- Rear Window (1954)
- The Sting (1973)
- To Kill a Mockingbird (1962)
- Vertigo (1958)
- The Wolf Man (1941)

### Universal Noir Collection
- The Big Clock(1947)
- Black Angel(1946)
- Criss Cross(1949)
- This Gun for Hire(1942)

### HiT Entertainment
- Angelina Ballerina: The Next Steps
- Barney & Friends
- Bob the Builder
- Fireman Sam
- Kipper the Dog
- Pingu
- Thomas & Friends

### Funimation
- Aesthetica of a Rogue Hero
- And you thought there is never a girl online?
- Attack on Titan
- Berserk (2016)
- Dance in the Vampire Bund[7]
- Dragon Ball Z: la batalla de los dioses
- Dragon Ball Z: Fukkatsu no F
- Drifters
- Cowboy Bebop
- Fairy Tail
- Ghost in the Shell: Arise
- The Heroic Legend of Arslan
- The Heroic Legend of Arslan: Dust Storm Dance
- One Piece
- Rage of Bahamut: Genesis
- Seraph of the End: Battle in Nagoya
- Seraph of the End: Vampire Reign